# Gert Crafoord
Gert Crafoord, född 25 november 1929 i Maria Magdalena församling i Stockholm, död 2 oktober 2018 i Täby distrikt, var en svensk violinist.

## Biografi
Crafoord var son till professor Clarence Crafoord och Karin Enblom samt dotterson till arkitekten Rudolf Enblom. Han avlade studentexamen 1951 och studerade violin vid Kungliga Musikhögskolan i Stockholm 1946–1947. Crafoord var violinstuderade för Max Rostal i London 1947–1950 och juridikstuderande i Uppsala 1951–1953. Han debuterade i Stockholm 1956.
Han blev lärare vid Kungliga Musikhögskolan 1963. Han var konsertmästare i Kungliga Hovkapellet 1960–1963, i Kungliga Filharmoniska Orkestern 1963–1975 och förste konsertmästare där 1975–1992. Crafoord var även konsertmästare i Västerås musiksällskap 1969–1975. Han var medlem av Kyndelkvartetten 1957–1967 och primarie i Crafoordkvartetten från 1969. År 1944 fick han en märklig present, en äkta Stradivarius av Spaniens rikaste person, en markis. Gerts far hjärtkirurgen Clarence Crafoord hade nämligen med lyckat resultat opererat markisens son för en coarctatio aortae (aortakoarktation). Crafoord invaldes som ledamot 819 av Kungliga Musikaliska Akademien den 19 oktober 1978, tilldelades professors namn 1981 och Litteris et Artibus 1984.
Gert Crafoord var i sitt första äktenskap gift 1958–1966 med pianisten Ann-Mari Fröier (1925–2017). Tillsammans fick de barnen Peter (född 1959) och Yvonne (född 1961). I sitt andra äktenskap gifte sig Crafoord 1967 med skådespelaren Lena Brundin (född 1937), dotter till rektorn Arvid Brundin och Anna Maria Klang. De fick barnen Balcarras (född 1968), Clarence (född 1973) och Diana (född 1976).